# Jürgen Klopp
Jürgen Norbert Klopp (Stuttgart, 16 de juny de 1967) és un exfutbolista i entrenador de futbol alemany. 

## Carrera com a jugador
Fou un davanter que seva trajectòria al principi va començar en equips amateurs i semiprofessionals de la zona de Frankfurt am Main on compaginava la pràctica del futbol amb els estudis en Ciències de l'esport a la Universitat de Frankfurt. Finalment es va consolidar a segona divisió en el Mainz 05 on estigué 10 temporades i on en les acaballes de la seva carrera fou reconvertit en central.

## Carrera com a tècnic
Va ser mànager del 1. FSV Mainz 05 durant 8 anys. Durant aquest període va portar l'equip a la seva primera aparició en la Bundesliga. Abans de ser entrenador va ser davanter i defensa del Mainz 05 des 1990 a 2001, i hi va arribar a disputar 340 partits.
Quan es va fer càrrec de l'equip va arribar a classificar-lo per la Copa de la UEFA 2005-2006. En la fase prèvia va derrotar l'equip armeni FC MIKA i l'islandès Keflavík FC, però va caure en les eliminatòries contra el Sevilla FC, equip que va acabar guanyant el torneig.
El 2007, el Mainz va baixar de categoria, però Klopp va continuar sent-ne l'entrenador una temporada més. No obstant això, a causa del fet que el Mainz no va aconseguir l'ascens, Klopp va abandonar el càrrec al final de la temporada 2007-08, el maig de 2008, per fitxar pel Borussia Dortmund. Va signar un contracte de dos anys amb el club, que havia acabat en un decebedor 13è lloc sota l'anterior entrenador Thomas Doll.
En les seves dues primeres temporades, Klopp va portar al Borussia Dortumund a les posicions nobles de la Bundesliga (6è i 5è). La temporada 2010-11, el Borussia donà la sorpresa i es proclamà campió de la Bundesliga nou anys després. Klopp va renovar amb el Borussia i el conjunt renà va revalidar el títol la temporada 2011-12 després d'una intensa lluita amb l'FC Bayern de Múnic, a més de proclamar-se campió de la DFB-Pokal, completant així el doblet.
La temporada 2012/13, el Borussia no va poder revalidar el títol de campió de la Bundesliga ni de la Copa, però aconseguí arribar a la final de la Champions League després de vèncer al Màlaga CF en quarts de final i el Reial Madrid a semifinals, essent la segona ocasió en què l'equip alemany arribava a la final de la màxima competició europea, tot i que va perdre 2-1 davant l'FC Bayern de Múnic.
El 27 de juliol de 2013 el Borussia Dortmund de Klopp va guanyar el primer títol oficial de la temporada, la Supercopa d'Alemanya, contra el Bayern de Guardiola, per 4 a 2.
L'estiu de 2015 va deixar el Borussia Dortmund després de set anys, i l'octubre va fitxar pel Liverpool FC de la Premier League, amb un contracte de tres anys, per substituir el destituït Brendan Rodgers.
Actualment està sonant com a possible futur entrenador del FC Barcelona.

## Clubs

### Com a jugador
| Club         | País     | Any         |
| ------------ | -------- | ----------- |
| FSV Mainz 05 | Alemanya | 1989 – 2001 |

### Com a entrenador
| Club              | País       | Any         |
| ----------------- | ---------- | ----------- |
| FSV Mainz 05      | Alemanya   | 2001 – 2008 |
| Borussia Dortmund | Alemanya   | 2008 – 2015 |
| Liverpool FC      | Anglaterra | 2015 – 2024 |

## Palmarès

### Campionats estatals
| Títol                       | Club              | País       | Any     |
| --------------------------- | ----------------- | ---------- | ------- |
| 2. Fußball-Bundesliga       | FSV Mainz 05      | Alemanya   | 2003/04 |
| Bundesliga                  | Borussia Dortmund | Alemanya   | 2010-11 |
| Bundesliga                  | Borussia Dortmund | Alemanya   | 2011-12 |
| Copa d'Alemanya (DFB Pokal) | Borussia Dortmund | Alemanya   | 2011-12 |
| Supercopa d'Alemanya        | Borussia Dortmund | Alemanya   | 2013    |
| Supercopa d'Alemanya        | Borussia Dortmund | Alemanya   | 2014    |
| Premier League              | Liverpool FC      | Anglaterra | 2019-20 |
| Copa anglesa                | Liverpool FC      | Anglaterra | 2021-22 |
| Copa de la Lliga anglesa    | Liverpool FC      | Anglaterra | 2021-22 |
| Community Shield            | Liverpool FC      | Anglaterra | 2022    |
| Copa de la Lliga anglesa    | Liverpool FC      | Anglaterra | 2023-24 |

### Campionats internacionals
| Títol                      | Club         | País       | Any     |
| -------------------------- | ------------ | ---------- | ------- |
| Lliga de Campions          | Liverpool FC | Anglaterra | 2018-19 |
| Supercopa d'Europa         | Liverpool FC | Anglaterra | 2019    |
| Campionat del Món de Clubs | Liverpool FC | Anglaterra | 2019    |

## Comentarista
Des de 2005 va col·laborar a la televisió alemanya ZDF comentant els partits internacionals que disputava Alemanya. Va finalitzar el seu contracte després de l'Eurocopa 2008, sent substituït per Oliver Kahn.
Durant la Copa del Món de 2010 a Sud-àfrica, va col·laborar amb la RTL costat de Günther Jauch. El 20 d'octubre de 2006, va rebre el Deutscher Fernsehpreis guardó a la categoria de millor programa esportiu.